# Overflakkee

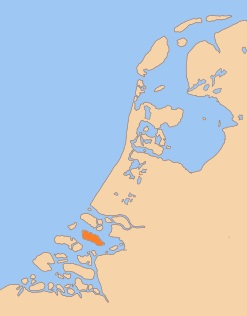
Overflakkee, circa 1350

Overflakkee is het grootste deel van het eiland Goeree-Overflakkee. Vroeger waren de eilanden Goeree en Overflakkee twee verschillende eilanden, die tegenwoordig aan elkaar vastgegroeid zijn. In 1751 is de 5 km lange Statendam aangelegd, waarna de eilanden aan elkaar zijn vastgegroeid. De verschillen zijn nog wel te merken, in onder andere het dialect.
Overflakkee wordt ook vaak Flakkee genoemd; dit geldt ook voor Goeree-Overflakkee. Een Goereeënaar voelt zichzelf echter niet thuis onder de naam Flakkeeënaar. In veel media wordt de fout gemaakt dat Overflakkee ook Goeree is. Verder denkt men ook vaak dat Overflakkee behoort tot de provincie Zeeland. Dit is onjuist, Goeree-Overflakkee is een Zuid-Hollands eiland, hoewel de cultuur en het dialect van Overflakkee meer verwant is met het Zeeuwse, dan met het Zuid-Hollandse.
Op Overflakkee wordt het Flakkees gesproken. Flakkees is een onderdeel van het Zeeuws, maar zo zal een Flakkeeënaar het nooit noemen.
Flakkee heeft lang gesloten gemeenschappen gekend, maar wordt de laatste decennia, sinds er dammen/bruggen liggen naar de overkant, overspoeld met overkanters, die op zoek zijn naar kust, rust, natuur en ruimte, maar zij begrijpen niet altijd de echte Flakkeeënaars van origine. Zij zijn meestal de stad gewend, en niet rustige dorpjes, waar een groot gedeelte nog ter kerke gaat, en waar de kleine christelijke partijen (SGP en ChristenUnie) een vrij grote aanhang hebben.